# Заппион
Вы́ставочный зал «За́ппион» (греч. Ζάππειον μέγαρο, МФА: [ˈzapiɔn ˈmɛɣarɔ]) — здание в классическом стиле, построенное в Афинах австрийским архитектором Теофилом фон Хансеном.
«Заппион» назван в честь Евангелиса Заппаса, греческого миллионера и мецената, организовавшего и субсидировавшего проведение первых Олимпий, предшественниц современных Олимпийских игр. Строительство «Заппиона» было начато 20 января 1874 года и окончено в 1888 году. Освящение «Заппиона» было приурочено к открытию четвёртых Олимпий в Греции.
«Заппион» с самого своего возведения использовался многофункционально. Здесь неоднократно проходили торговые ярмарки; благодаря своей грандиозной ротонде «Заппион» является идеальным местом для проведения конгрессов, конференций и научных симпозиумов. В 1896 году, во время первых Олимпийских игр «Заппион» использовался для проведения спортивных соревнований по фехтованию, во время Олимпийских игр 1906 года здесь находилась Олимпийская деревня.
В 1938 году в «Заппионе» была организована Выставка греческой продукции. В 1964 году здесь проходила выставка Византийское искусство как искусство европейское, в 1966 году — Греческая неделя современной музыки.
Во время Второй мировой войны в 1940 году в здании располагался греческий военный госпиталь.
В 1981 году, 1 января, в «Заппионе» было подписано соглашение о вступлении Греции в Европейское сообщество. В 2000 году здесь проходило заседание европейской комиссии по теме «Океанология восточного Средиземноморья и Чёрного моря».